# Chibchea mateo
Chibchea mateo är en spindelart som beskrevs av Huber 2000. Chibchea mateo ingår i släktet Chibchea och familjen dallerspindlar.
Artens utbredningsområde är Peru. Inga underarter finns listade i Catalogue of Life.